# AK-630

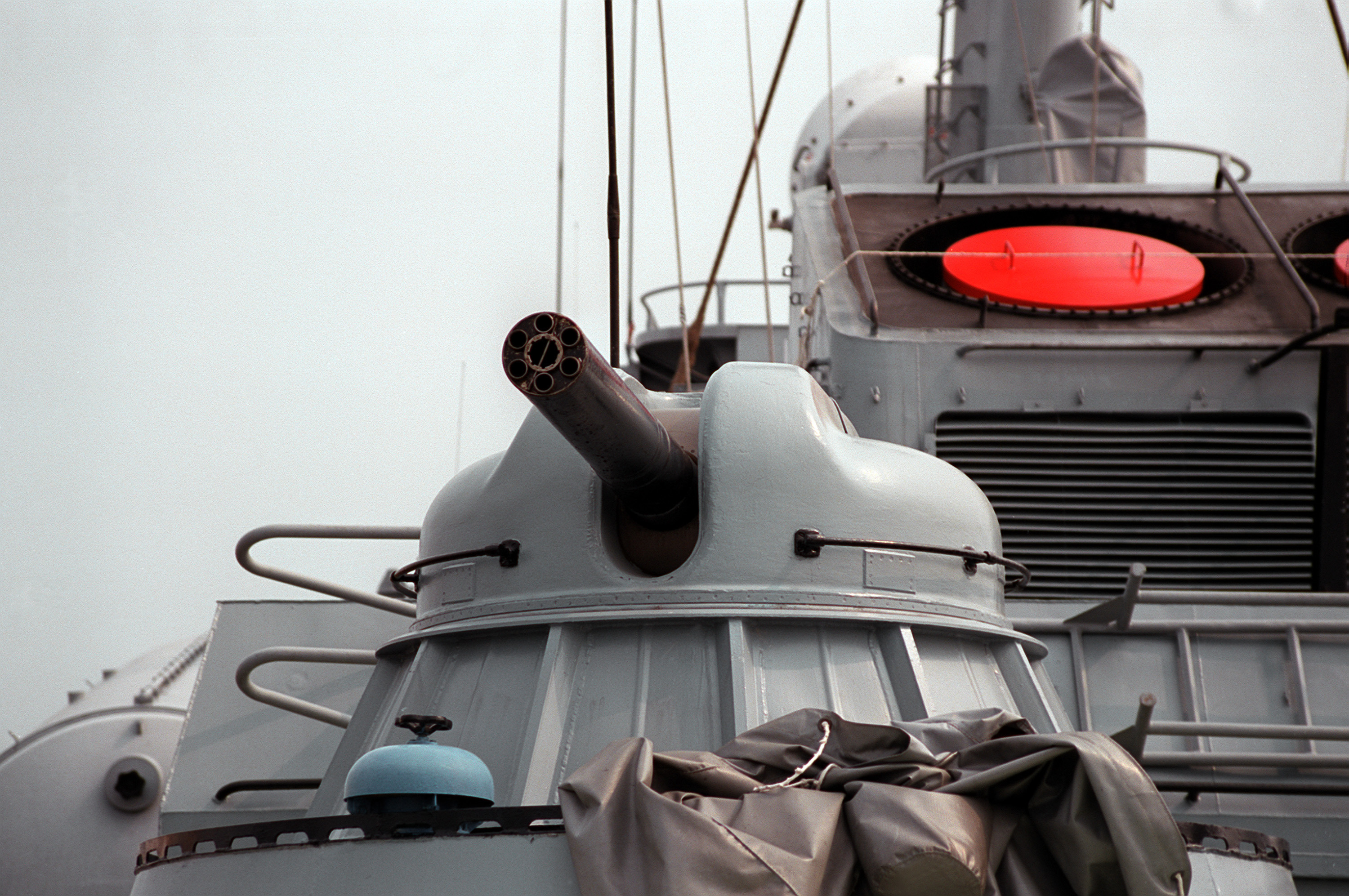
AK-630

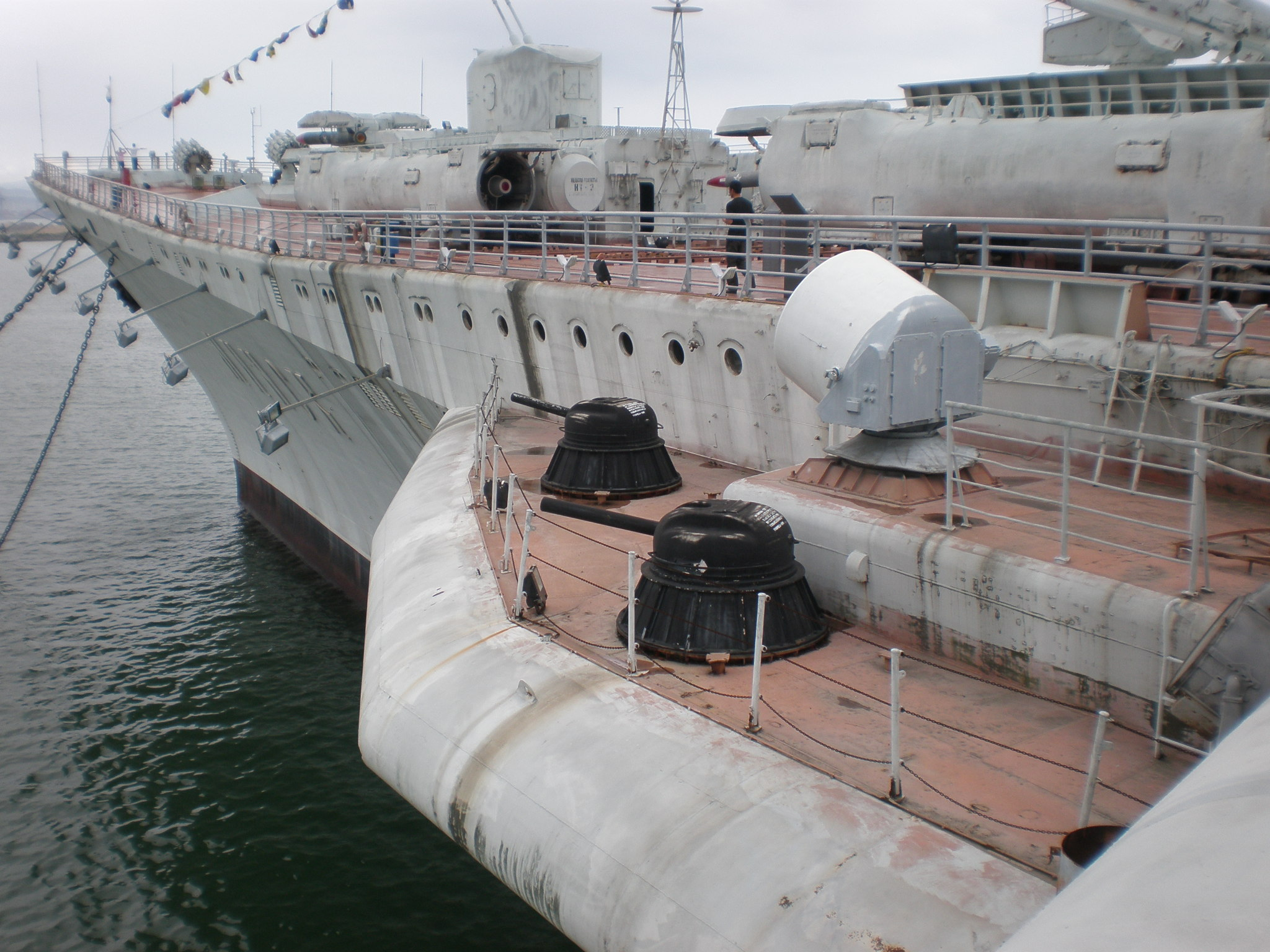
Dva systémy AK-630 na palubě sovětské letadlové lodě Minsk. Vedle nich stojí radar řídící jejich palbu.

AK-630 je sovětský plně automatický systém blízké obrany z doby studené války, využívající šestihlavňového 30mm kanónu typu gatling. Systém byl vyvinut k ničení útočících protilodních střel, může ale napadat i další vzdušné či hladinové cíle. AK-630 je schopen zasáhnout vzdušný cíl na vzdálenost až 4000 m a hladinový cíl do vzdálenosti 5000 m. 
Vývoj systému začal v roce 1963 v reakci zjištění, že tehdejší protivzdušná obrana válečných lodí je jen málo chránila proti útoku protilodních střel. Sériově byl systém vyráběn od roku 1969, ale dokončení jeho vývoje se protáhlo až do roku 1976, kdy byl zařazen do služby. Jelikož měl malé rozměry a hmotnost, mohl být následně ve velkém množství instalován na válečné lodě všech možných kategorií, od raketových člunů až po bitevní křižníky třídy Kirov nesoucí plných osm kompletů AK-630. Systém AK-630 je součástí integrovaného obranného systému, který tvoří až dva moduly s vodou chlazeným rotačním šestihlavňovým 30mm kanónem AO-18 a automatizovaný systém řízení palby MR-123 Vympel-A, tvořený střeleckým radiolokátorem a optickým televizním systémem řízení střelby. Kanón má přitom kadenci 4000–5000 ran za minutu a používá výkonnou munici 30x165 mm.
Výhodou systému je jeho kompaktnost a nízká hmotnost, dovolující jeho instalaci i na plavidla s menším výtlakem. Naopak nedostatkem systému je jeho schopnost napadat současně pouze jeden cíl. Otázkou je schopnost systému najít a zaměřit nízkoletící protilodní střely. Vzhledem k velkému rozptylu krátkohlavňového kanónu (délka hlavně jen 54 ráží) je rozptyl palby tak velký, že pravděpodobnost zásahu malé přilétající protilodní střely je nízká. Problematický je rovněž jeho omezený účinný dostřel vůči protilodním střelám činící 1500 metrů. Stejná vzdálenost přitom byla, dle sovětského námořnictva, minimem pro zničení podzvukové střely zásahem jejích řídících ploch. Nadzvukovou protilodní střelu systém nemusí zachytit včas. Proto byl zahájen vývoj modernějšího hybridního systému 3K87 Kortik, kombinujícího 30mm kanóny a řízené střely s dosahem několika kilometrů.

## Varianty
- AK-630 – Základní verze zavedená v roce 1967. Nabíjení pomocí pásu z plochého zásobníku.
- AK-630M – Modernizovaná verze zavedená roku 1980. Např. nabíjení z bubnového zásobníku.
- AK–306 – Zjednodušená verze systému pro menší plavidla, označená A-219. Kanón poháněn elektricky. Zaměřování pouze pomocí optického zaměřovače. Zaveden 1980.
- AK-630M1-2 – Do výzbroje nezavedená verze, která měla mít ve věži dvojici 30mm kanónů nad sebou. Nakonec byla dána přednost účinnějšímu hybridnímu protiletadlovému kompletu 3K87 Kortik.